# Zeberio
Zeberio är en kommun i Spanien. Den ligger i Biscayaprovinsen i den autonoma regionen Baskien i norra delen av landet, 300 km norr om huvudstaden Madrid. Antalet invånare är 1 081 (2024). Arean är 47,68 kvadratkilometer. Zeberio gränsar till Ugao-Miraballes, Arrigorriaga, Zaratamo, Galdakao, Bedia, Igorre, Arantzazu, Artea, Orozko och Arrankudiaga. 